# Juan José Salaverry Villarreal
Juan José Salaverry Villarreal OP (ur. 2 września 1969 w Limie) – peruwiański duchowny katolicki, dominikanin, biskup pomocniczy Limy od 2021.

## Życiorys

### Prezbiterat
Święcenia kapłańskie otrzymał 7 października 2000 w zakonie dominikanów. Był m.in. wicemagistrem zakonnego nowicjatu, prowincjałem, opiekunem studentów w klasztorze św. Alberta Wielkiego oraz wikariuszem biskupim archidiecezji Lima ds. życia konsekrowanego.

### Episkopat
10 lutego 2021 papież Franciszek mianował go biskupem pomocniczym Limy ze stolicą tytularną Acelum. Sakry udzielił mu 21 maja 2021 arcybiskup Carlos Castillo Mattasoglio.